# Isfjord radio
Isfjord Radio es una estación radiofónica situada en el sur de la isla de Spitsbergen, parte de Svalbard (Noruega), en el extremo de sur de Isfjorden, fiordo del cual toma el nombre. 
Desde ella se envía señal radiofónica a todo el archipiélago; además, Isfjord Radio es una estación meteorológica.

## Demografía
La estación fue creada en 1933, y hoy en día se encuentra habitada por 8 personas.
Cuando se construyó en 1976 el aeropuerto de Svalbard en Longyearbyen, Isfjord Radio aumentó su importancia, al transmitir señal al aeropuerto.